# IC 1613
IC 1613 é uma pequena galáxia irregular na direção da constelação de Cetus, perto da estrela 26 Ceti. Possui uma ascensão reta de 01 hora, 04 minutos e 47.8 segundos e uma declinação de +02° 07′ 04″. IC 1613 é uma das galáxias do Grupo Local.
A galáxia IC 1613 foi descoberta por Max Wolf, em 1906.